# Penta Chemikalien
Penta Chemikalien war ein Netzwerk europäischer Chemikalien-Distributoren. Das wesentliche Ziel dieser Kooperation von Unternehmen war es, Vorteile auf der Beschaffungs- und Vertriebsseite zu generieren. Zu diesem Zweck wurde Penta Chemikalien GmbH & Co. KG (kurz: Penta) gegründet. Zum Ende Januar 2021 wurde das Netzwerk aufgelöst.

## Geschichte
Penta wurde 1966 als GmbH in Düsseldorf gegründet. Die fünf (griech. penta) Gründungsmitglieder waren die Firmen Dahmann & Co. (Solingen), Fritz Hamm (Düsseldorf) Gebr. Overlack (Mönchengladbach), Dr. Reininghaus (Essen) und Weinstock & Siebert (Düsseldorf). Das schon damals definierte Ziel der Gesellschaft war es, durch gemeinsamen Einkauf die Unabhängigkeit und Wettbewerbsfähigkeit der Gesellschafter durch Synergieeffekte zu sichern. 1985 verlegte Penta ihren Sitz nach Nürnberg und zog 1988 nach Aschaffenburg um. 2000 bis zur Auflösung 2021 war Penta in Mainaschaff beheimatet.

## Geschäftsfelder
Penta übernahm für ihre Gesellschafter und deren Tochterfirmen und Beteiligungen Aufgaben in den Bereichen Beschaffung, Vertrieb, Marketing und Logistik. Die Kooperation bot Produzenten eine flächendeckende Verteilung ihrer chemischen Produkte durch die Mitgliedsunternehmen. Penta wirkte hierbei als Einkaufsgemeinschaft einerseits und Marketingkooperation andererseits und erzielte hierbei gemeinsame Effekte, wozu keines der Mitgliedsunternehmen alleine fähig gewesen wäre.
Auf der Verkaufsseite bestand eine Zusammenarbeit mit weiteren mittelständischen Chemikalienhändlern, wodurch eine Versorgung in ganz Europa ermöglicht wurde.

## Gesellschafter
- A. + E. Fischer Chemie GmbH & Co. KG
- CG Chemikalien GmbH & Co.KG
- CSC Jäklechemie GmbH & Co.KG
- Donauchem GmbH
- Häffner GmbH & Co.KG
- H. Möller GmbH & Co.KG
- Harke Germany Services GmbH & Co. KG[5]
- Tennants Distribution Limited
- Thommen-Furler AG